# Ceapaieve, Ciutove
Ceapaieve (în ucraineană Чапаєве) este localitatea de reședință a comunei Ceapaieve din raionul Ciutove, regiunea Poltava, Ucraina.

## Demografie
Componența lingvistică a localității Ceapaieve
     Ucraineană (92,49%)
     Rusă (6,69%)
     Alte limbi (0,38%)
Conform recensământului din 2001, majoritatea populației localității Ceapaieve era vorbitoare de ucraineană (92,49%), existând în minoritate și vorbitori de rusă (6,69%).